# آيت حديدو (تيلمي)
آيت حديدو هي إحدى مشيخات المملكة المغربية، تتبع جغرافيا لإقليم تنغير وإداريًا لتيلمي. يقدر عدد سكانها بـ 10441 نسمة حسب الإحصاء الرسمي للسكان والسكنى لسنة 2004.